# شمعون برصباعی
شمعون برصباعی (سریانی کلاسیک: ܡܪܝ ܫܡܥܘܢ ܒܪܨܒܥܐ، مرگ در آدینه نیک، ۳۴۵) اسقف تیسفون در ایران و رهبر کلیسای مشرق از سال ۳۱۶ میلادی تا زمان مرگش در سال ۳۴۵ میلادی بود. او و همراهانش از جمله ۵ اسقف صدها کشیش و تعداد بسیاری از مومنان در زمان آزار و اذیت‌های شاپور دوم ساسانی در روز جمعه صلیب اعدام شدند. شمعون در بسیاری از مجامع مسیحی به عنوان قدیس شناخته می‌شود.
شمعون برصباعی اسقف جامعه مسیحیان ایران مستقر در تیسفون در زمان شاپور دوم ساسانی بود. نامه‌ای از شاپور دوم به امرای نواحی غربی ایران، مبین بی‌اعتمادی وی نسبت مسیحیان آن نواحی و یقین وی بر مناسبات مسیحیان با روم است. وی در این نامه دستگیری سیمون بارصبع رئیس کلیسای مسیحیان ایران را در صورت عدم وصول خراج مسیحیان یادآور می‌شود، «در حالی که او درگیر جنگ با روم است، مسیحیان در ناز و نعمت به سر می‌برند و دوستدار دشمن ما قیصرند.» با فرمان شاپور دوم باید مالیاتی مضاعف از مسیحیان گرفته می‌شد چون درحالی که سایر ایرانیان در جنگ با روم شرکت داشتند آنان از جنگ و مصائبش معاف بودند، مطالبه مالیات از مسیحیان بر عهده سیمون بارصبع گذاشته شد چون سیمون از انجام فرمان خودداری کرد دستگیر و در سال ۳۴۴ میلادی اعدام شد.